# Christian Yahoza
Christian Yahoza (25. svibnja 1998.) je rukometaš iz Demokratske Republike Kongo. Nastupa za angolski klub Primeiro de Agosto i rukometnu reprezentaciju Demokratske Republike Kongo.
Natjecao se na Svjetskom prvenstvu u Egiptu 2021., gdje je reprezentacija DR Konga završila na 28. mjestu.